# Cristinápolis
Cristinápolis là một đô thị thuộc bang Sergipe, Brasil. Đô thị này có diện tích 251,3 km², dân số năm 2007 là 15861 người, mật độ 63,12 người/km².